# KDELR2
KDELR2‏ (KDEL endoplasmic reticulum protein retention receptor 2) هوَ بروتين يُشَفر بواسطة جين KDELR2 في الإنسان.